# Ракитино (Калининградская область)
Ракитино — посёлок в Неманском районе Калининградской области. Входит в состав Неманского городского поселения.

## Население
| 2002 | 2010 |
| ---- | ---- |
| 505  | ↘407 |

## История
Населенный пункт Куршен в 1946 году был переименован в поселок Ракитино.